# 伊普塔尔-辛
伊普塔尔-辛（英語：Iptar-Sin）（？—前1650年），古亚述时期的亚述国王，（公元前1661年—公元前1650年在位）他大约在位12年，死后由巴扎伊亚继任。
| 前任： 沙尔马阿达德一世 | 亚述国王 前1661年－前1650年 | 繼任： 巴扎伊亚 |